# آرونا واسودف
آرونا واسودف (زادهٔ ۱ نوامبر ۱۹۳۶ – درگذشتهٔ ۵ سپتامبر ۲۰۲۴) نویسنده و مستندسازِ هندیِ متخصصِ سینمای آسیا بود.
او نشان‌ها و جوایز بی شماری به واسطه فعالیت‌هایش در حوزه سینما و به ویژه ارتقای سینمای آسیا دریافت کرده است.
وی نشریه پربار سینمایا را که به‌طور تخصصی به سینمای آسیا می‌پرداخت در سال ۱۹۸۸ پایه گذاشت و سپس با حمایت یونسکو، شبکه ارتقای سینمای آسیا (نِـت‌پَک) را در سال ۱۹۹۱ راه‌اندازی کرد و تا سالیان دراز ریاست این مجموعه بین‌المللی را به عهده داشت. واسودف در سال ۱۹۹۹ نیز جشنواره فیلم سینه‌فن را در دهلی نو پایه گذاشت.